# Juan Beltrametti
Juan Antonio Beltrametti (Concepción de la Sierra, Provincia de Misiones, 4 de octubre de 1927- Corrientes, 19 de agosto de 2013) fue un militar argentino, perteneciente al Ejército Argentino que alcanzó la jerarquía de Coronel, que ocupó de facto el cargo de Gobernador de Misiones, durante el Proceso de Reorganización Nacional, entre el 24 de marzo y el 14 de abril de 1976, cuando derroca a Miguel Ángel Alterach.

## Carrera
Hijo de Ángel Beltrametti y de Elma Horrisberger; posteriormente a abandonar su cargo de gobernador, fue jefe del Distrito Militar de Misiones hasta el 5 de enero de 1977, cuando es sucedido por el coronel Carlos Humberto Caggiano Tedesco. 

## Juicio y condena
Al igual que su sucesor, Beltrametti fue juzgado por crímenes de lesa humanidad, especialmente cometidos en centros clandestinos de detención en Misiones, bajo el uso tanto de las fuerzas policiales como armadas, y condenados a prisión perpetua por decenas de causas por privación ilegítima de la libertad y tormentos seguido de muerte. Murió cumpliendo su condena.